# مسيحية بولسية

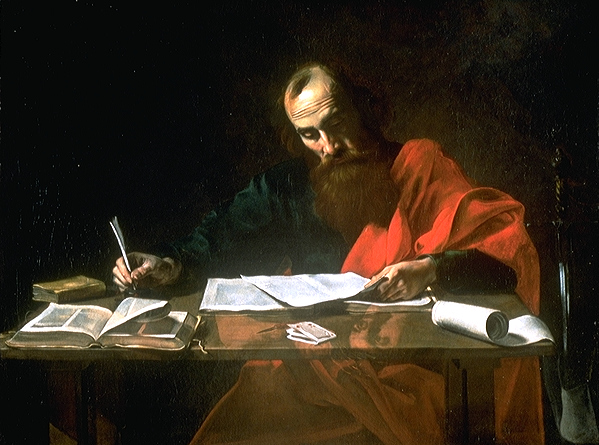

المسيحية البولسية، نسبة إلى بولس الطرسوسي، عبارة استعملها بعض العلماء في القرن العشرين الذين اقترحوا وجود شرائح مختلفة في المسيحية المبكرة وأن بولس كان له تأثير مهم فيها. انتشرت العبارة بين علماء غير مسيحيين الذين اعتمدوا على ادعاء كرر عبر العصور بأن الدين الذي أسسه بولس مختلف جدا عما يوجد في باقي العهد الجديد وأن تأثيره هو الأكبر، واعتمدوا أيضا على إشارات في نصوص غير قانونية.